# Windemere
Windemere és una concentració de població designada pel cens dels Estats Units a l'estat de Texas. Segons el cens del 2000 tenia 6.868 habitants.

## Demografia
Segons el cens del 2000, Windemere tenia 6.868 habitants, 2.232 habitatges, i 1.805 famílies. La densitat de població era de 1.239,1 habitants per km².
Dels 2.232 habitatges en un 53,5% hi vivien nens de menys de 18 anys, en un 64,4% hi vivien parelles casades, en un 13,2% dones solteres, i en un 19,1% no eren unitats familiars. En el 12,3% dels habitatges hi vivien persones soles l'1% de les quals corresponia a persones de 65 anys o més que vivien soles. El nombre mitjà de persones vivint en cada habitatge era de 3,04 i el nombre mitjà de persones que vivien en cada família era de 3,34.
Per edats la població es repartia de la següent manera: un 33,1% tenia menys de 18 anys, un 6,8% entre 18 i 24, un 44,2% entre 25 i 44, un 13,9% de 45 a 60 i un 2% 65 anys o més.
L'edat mediana era de 30 anys. Per cada 100 dones de 18 o més anys hi havia 95,7 homes.
La renda mediana per habitatge era de 64.438 $ i la renda mediana per família de 66.941 $. Els homes tenien una renda mediana de 39.977 $ mentre que les dones 31.649 $. La renda per capita de la població era de 22.784 $. Aproximadament el 2,9% de les famílies i el 4,4% de la població estaven per davall del llindar de pobresa.

## Poblacions més properes
El següent diagrama mostra les poblacions més properes.